# Boniface N’dong
Boniface N’dong (* 3. September 1977 in M’bour, Senegal) ist ein ehemaliger senegalesisch-deutscher Basketballspieler. N’dong, dessen Karriere als Profi vergleichsweise spät in Deutschland begann, schaffte mit 28 Jahren kurzzeitig den Sprung in die nordamerikanische NBA. Nach der Rückkehr nach Europa spielte er in Russland und Spanien, wo er mit dem FC Barcelona den höchsten europäischen Vereinswettbewerb EuroLeague 2009/10 sowie das spanische Double 2011 und jeweils einen weiteren Meisterschafts- und Pokaltitel gewann. Zum Abschluss seiner Spielerlaufbahn gewann N’dong mit Galatasaray Istanbul 2013 dessen erste türkische Meisterschaft nach 23 Jahren Unterbrechung.

## Karriere

### Spieler
N’dong spielte zunächst in seiner Heimat Senegal Basketball, bevor er 1999 nach Deutschland kam und dort in der Zweitliga-Saison 1999/2000 für die SpVgg Rattelsdorf in der Gruppe Süd spielte. Mit diesem Verein schaffte er den Klassenerhalt und wechselte zum Ligakonkurrenten und Lokalrivalen TSV Tröster Breitengüßbach, der zuvor in der Relegationsrunde nur knapp den Aufstieg in die höchste deutsche Spielklasse verpasst hatte. In der Saison 2000/01 wurde man erneut Zweiter in der Gruppe Süd, während man als Sechster in der Saison 2001/02 mit der Vergabe der Aufstiegsplätze nichts zu tun hatte. N’dong schaffte trotzdem durch eindrucksvolle persönliche Statistiken mit einem Double-double von mehr als 19 Punkten und 13 Rebounds den Sprung in die erste Basketball-Bundesliga, als er vom Kooperationspartner der Güßbacher, dem Erstligisten TSK UniVersa Bamberg, unter Vertrag genommen wurde. In der Bundesliga-Spielzeit 2002/03 kam er dann jedoch wegen Verletzungsproblemen an den Knien nur auf acht Einsätze zu Saisonbeginn für den späteren Vizemeister, weshalb sein Vertrag auch nicht mehr verlängert wurde.
Seine Rückkehr aufs Spielfeld gelang N’dong in der Saison 2003/04 in der französischen Ligue Nationale de Basket beim Erstligisten Jeanne d’Arc Dijon. In der zweiten Saisonhälfte kam er ebenfalls zu acht Einsätzen, in denen er jedoch mit durchschnittlich knapp zwölf Punkten und acht Rebounds überzeugte, so dass er einen Vertrag für eine weitere Spielzeit bekam. Für den europäischen Vereinswettbewerb FIBA EuroCup Challenge hatte der burgundische Verein N’dong nicht nachgemeldet, so dass er tatenlos zusehen musste, als die Mannschaft das Endspiel gegen den deutschen Vertreter Mitteldeutscher BC verlor. Während Dijon den Ligapokal „Semaine des As“ im Finale gegen Le Mans Sarthe Basket gewann, verlor man in der ersten Play-off-Runde um die Meisterschaft gegen denselben Gegner. In der Saison 2004/05 wurde N’dong in allen Meisterschaftsspielen eingesetzt, doch trotz N’dongs knapp 15 Punkten und 9 Rebounds pro Spiel verpasste der Verein den erneuten Einzug in die Meisterrunde. Im europäischen Vereinswettbewerb FIBA Europe League  scheiterte man 2005 im Achtelfinale an der später drittplatzierten russischen Mannschaft BK Chimki. Bei der Afrikameisterschaft 2005 erreichte N’dong mit der senegalesischen Nationalmannschaft das Endspiel, das jedoch gegen Titelverteidiger Angola verloren ging. Trotzdem wurde N’dong als Spieler des Finalverlierers zum „Most Valuable Player“ des afrikanischen Endrundenturniers gewählt.
Nach seiner ersten durchgängigen Profisaison auf höchstem Niveau, dem Erfolg bei der Afrikameisterschaft und guten Leistungen in der NBA Summer League für die Denver Nuggets bekam N’dong 2005 im vergleichsweise hohen Alter von 28 Jahren trotz seiner vorangegangenen Kniebeschwerden die Gelegenheit, sich in der NBA in den Vereinigten Staaten zu beweisen. Bei den Los Angeles Clippers kam er jedoch in 23 Einsätzen auf durchschnittlich nur knapp sieben Minuten Einsatzzeit, so dass seine Zeit dort bereits nach einer Saison wieder zu Ende war. Nachdem er an der WM-Endrunde 2006 nicht teilgenommen hatte, in der die senegalesische Mannschaft ohne ihn kein Spiel gewann, unterschrieb er im Dezember 2006 einen Vertrag beim russischen Verein BK Spartak Sankt Petersburg, mit dem er noch die Play-offs der russischen Superliga erreichte. Nach dem Ausscheiden dort bekam er zum Saisonende noch einen kurzfristigen Vertrag in der spanischen Liga ACB beim spanischen Meister Unicaja Málaga, dessen Ausscheiden in der ersten Play-off-Runde gegen den Hauptrundenersten Tau Cerámica er jedoch nicht mehr verhindern konnte. Trotzdem nahm ihn Málaga auch für die folgenden beiden Spielzeiten unter Vertrag, wobei N’dong nach Heirat mit einer Deutschen in Spanien wegen der Ausländerbeschränkungen der Liga mit deutschem Spielerpass spielte. Auf internationaler Ebene kam die Mannschaft im höchsten europäischen Vereinswettbewerb EuroLeague jedoch nie über die zweite Gruppenphase der 16 besten Mannschaften hinaus. In der spanischen Liga überraschte man in der Saison 2007/08 in der ersten Play-off-Runde im Unterschied zum Vorjahr den Titelverteidiger und Hauptrundenersten Real Madrid, scheiterte aber dann in der Halbfinalserie erneut an TAU Cerámica, das diesmal auch den Meistertitel gewann. In der Saison 2008/09, in der N’dong am 30. Spieltag zum „Spieler des Spielrunde“ ernannt wurde, war dann in der Vorschlussrunde gegen den späteren Meister FC Barcelona Endstation. Bei der Afrikameisterschaft 2009 reichte es für den Senegal mit N’dong diesmal nur zum siebten Platz, nachdem man im Viertelfinale dem späteren Vizemeister Elfenbeinküste unterlagen hatte.
Meister FC Barcelona wurde ab der Saison 2009/10 N’dongs neuer Verein, mit dem er in der Euroleague-Saison 2009/10 überlegen den höchsten europäischen Vereinstitel gewann. Die Mannschaft leistete sich auf internationaler Ebene nur zwei Niederlagen, in der zweiten Gruppenphase beim Titelverteidiger Panathinaikos Athen und in der Viertelfinalserie gegen den ewigen spanischen Rivalen Real Madrid. Nachdem man den spanischen Pokalwettbewerb „Copa del Rey de Baloncesto“ ebenfalls gewonnen hatte, verpasste man die „Triple Crown“ und die Verteidigung des nationalen Meistertitels in der Play-off-Finalserie gegen Caja Laboral, so der neue Sponsorenname des vormals als TAU Cerámica firmierenden Vereins aus Vitoria-Gasteiz. In der folgenden Saison holte man sich den spanischen Meistertitel zurück und gewann in Kombination mit der Titelverteidigung im Pokalwettbewerb das nationale Double, doch nach dem Ausscheiden in der Viertelfinalserie auf internationaler Ebene gegen Panathinaikos Athen, das sich seinerseits den Titel in der Euroleague zurückholte, verpasste man erneut den vollständigen Triumph. In der Saison 2011/12 verlor man das Endspiel im Copa del Rey gegen Real Madrid, den Meistertitel in der Finalserie gegen denselben Gegner verteidigte man hingegen erfolgreich. N’dong wurde in dieser Spielzeit zweimal zum Spieler der Spielrunde ernannt und gewann die Auszeichnung als Spieler des Monats April 2012. In der Euroleague-Saison 2011/12 zog man nach nur einer Niederlage in der ersten Gruppenphase ins Halbfinale ein, wo man überraschend dem späteren Titelgewinner Olympiakos Piräus mit vier Punkten Unterschied unterlag. Zur Saison 2012/13 wechselte der mittlerweile 35-jährige N’dong in die Türkei, wo er mit Galatasaray in der Türkiye Basketbol Ligi dessen ersten türkischen Meistertitel seit 23 Jahren gewann. Am Saisonende gab N’dong als Spieler seinen Rücktritt vom Leistungssport bekannt.

### Trainer
Seit der Saison 2019/20 gehört N’dong dem Trainerstab der NBA-Mannschaft Denver Nuggets im Bereich der Spielerentwicklung an. Im Oktober 2020 trat er zusätzlich das Amt des senegalesischen Nationaltrainers an. Im Sommer 2023 stieß N’dong des Weiteren zum Stab der kanadischen Nationalmannschaft, bei der er einer der Assistenten von Jordi Fernández wurde, mit dem er schon in Denver zusammengearbeitet hatte. Mit der kanadischen Auswahl fuhr N’dong 2024 zu den Olympischen Sommerspielen.